# Sericia obalauae
Sericia obalauae là một loài bướm đêm trong họ Erebidae.